# Pempheris schreineri
Pempheris schreineri is een straalvinnige vissensoort uit de familie van bijlvissen (Pempheridae). De wetenschappelijke naam van de soort werd voor het eerst geldig gepubliceerd in 1915 door Miranda Ribeiro.